# Mischmetall
Mischmetall, auch Cer-Mischmetall, ist eine Metall-Legierung aus Metallen der Seltenen Erden. Standardqualitäten bestehen typisch zu mind. 98 % aus Seltenerdmetallen, 1 % Eisen und 0,8 % Magnesium.
Das Mischmetall weist keinen festen Schmelzpunkt auf, sondern einen Schmelzbereich, der bei ca. 800 °C liegt, nahe des Schmelzpunktes von Cer.
Da die Metalle der Seltenen Erden wegen ihrer großen chemischen Ähnlichkeit nur sehr aufwändig zu trennen sind, ist Mischmetall preisgünstiger als jedes einzelne dieser Elemente und wird, sofern möglich, bevorzugt eingesetzt.
Die prozentuale Verteilung der Seltenerdmetalle im klassischen Mischmetall ergibt sich unmittelbar aus der des Ausgangsminerals Monazit: es enthält etwa 45 bis 52 % Cer, 20 bis 27 % Lanthan, 15 bis 18 % Neodym, 3 bis 5 % Praseodym, 1 bis 3 % Samarium, Terbium und Yttrium, Spuren anderer Seltenerdmetalle. Wegen der heutigen hohen Nachfrage nach Neodym zur Herstellung von Neodym-Eisen-Bor-Magneten werden inzwischen jedoch dieses, und meist auch die Elemente Samarium und folgende, abgetrennt, so dass heutiges Mischmetall gewöhnlich nur noch die Metalle der Seltenen Erden Cer, Lanthan und teilweise Praseodym enthält. Aufgrund der Ähnlichkeit der chemischen Eigenschaften der Seltenen Erden sind Abweichungen in der Zusammensetzung – bei Anwendungen, für die überhaupt Mischmetall eingesetzt werden kann – zumeist unkritisch.
Als Zusatz bei der Stahlherstellung reduziert Mischmetall unerwünschte Eisenoxide, es bindet Sauerstoff und Schwefel und unterstützt die Entgasung. Als Legierungsmetall verbessert es die Gieß- und Fließeigenschaften sowie die Korrosionsbeständigkeit von Eisen-Chrom-Aluminium-Werkstoffen in heißen oxidierenden Gasen.
Zusätze von Cer-Mischmetall verbessern die mechanischen Eigenschaften von Gusseisen mit Kugelgraphit, indem sie die negativen Einflüsse von sogenannten Störelementen auf die Graphitausbildung kompensieren.
Eisen-Mischmetall-Legierungen mit einem Eisenanteil von 15 % bis 50 % bezeichnet man als Cer-Eisen oder mit dem Handelsnamen Auermetall, benannt nach dem österreichischen Chemiker Carl Auer von Welsbach. Dieser entdeckte die pyrophoren Eigenschaften von Eisen-Mischmetall-Legierungen (Patent 1903). Feilspäne entzünden sich an der Luft – eine Eigenschaft, die für die Herstellung von Zündsteinen für Feuerzeuge ausgenutzt wird. In den von ihm gegründeten „Auerwerken“ (jetzt Treibacher Industrie AG) werden noch heute Zündsteine unter dem Handelsnamen Auermetall hergestellt.